# ولاية العزيز
وِلَايَةُ العَزِيزِ (بالتركية: العزیز ولایت؛ بالكردية: پارێزگای خارپێت؛ بالزازاكية: سوكە خارپێت) هي إحدى ولايات تركيا تقع في منطقة شرق الأناضول. مركزها معمورة العزيز.

## الجغرافيا
تبلغ مساحة محافظة معمورة العزيز 9,181 كم²

## السكان
يبلغ عدد سكان محافظة معمورة العزيز 569,616 نسمة كما يبلغ معدل الكثافة السكانية 62/كم². وسكانها خليط من الترك والزاز (وهم قبائل كردية لهجتهم تسمى الزاز) وأقلية عربية.

## معرض صور

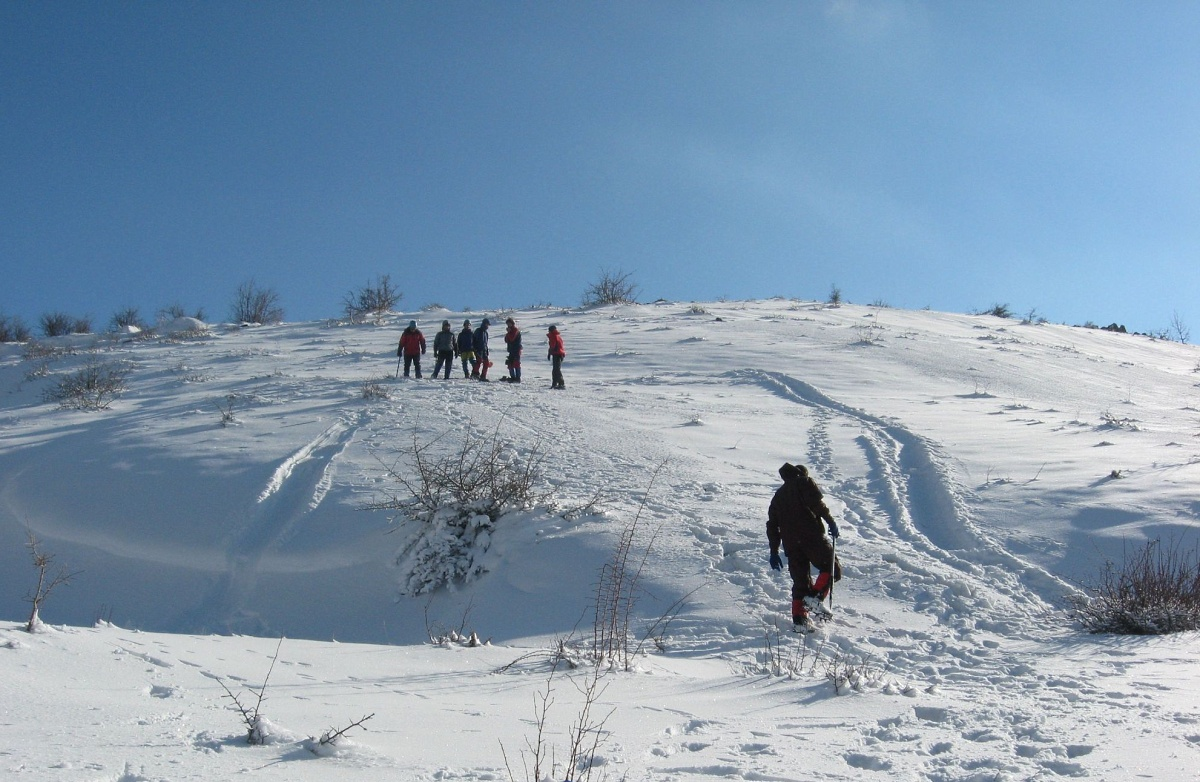
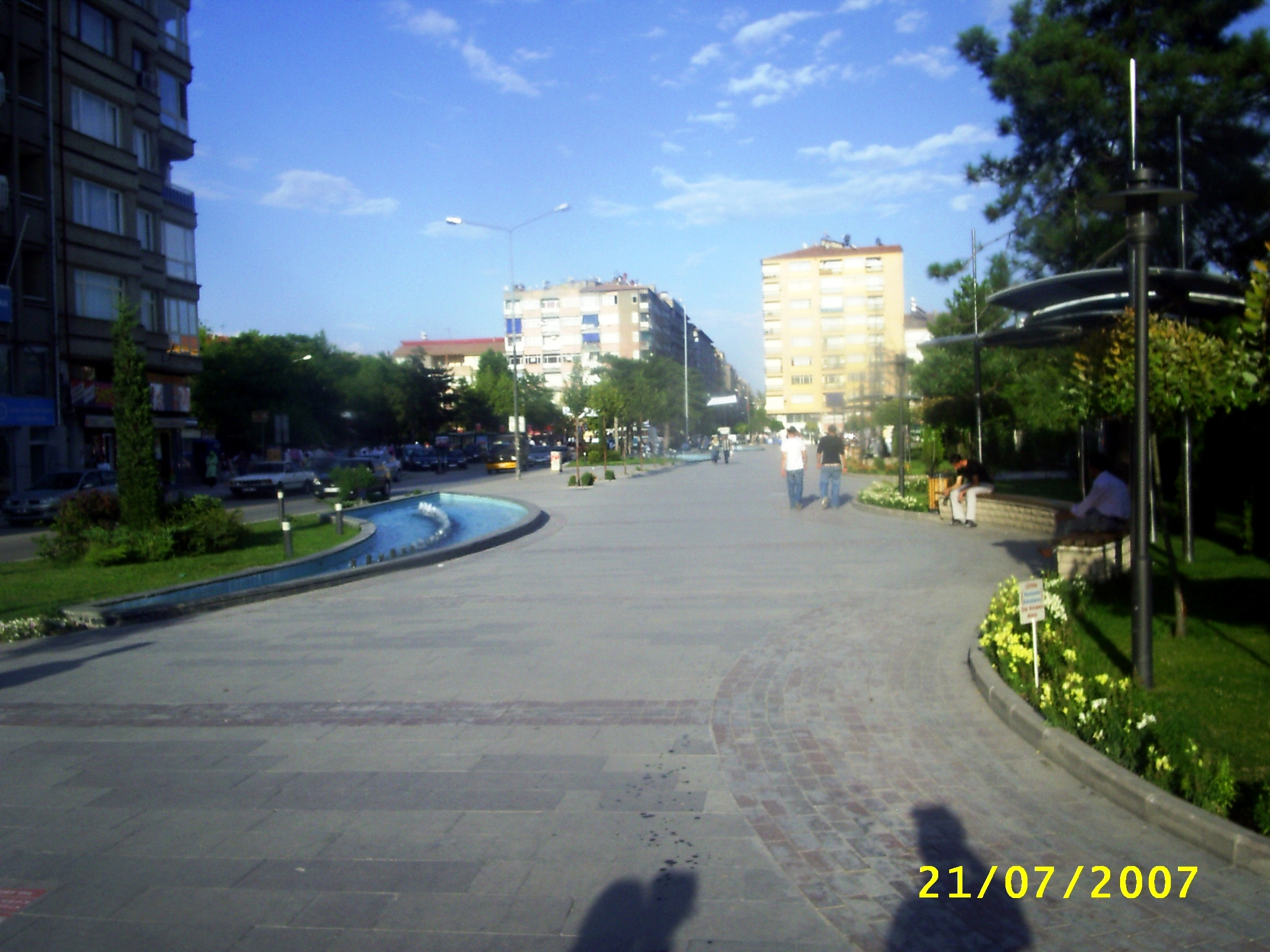
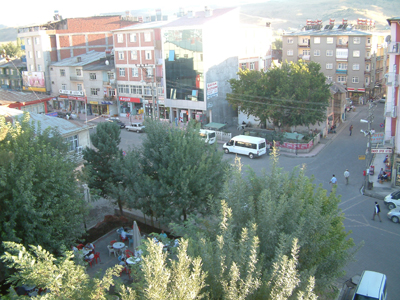

## أعلام
- جميل بايق
- شآي آلباي